# Arnaldo de Winkelried Bertoni

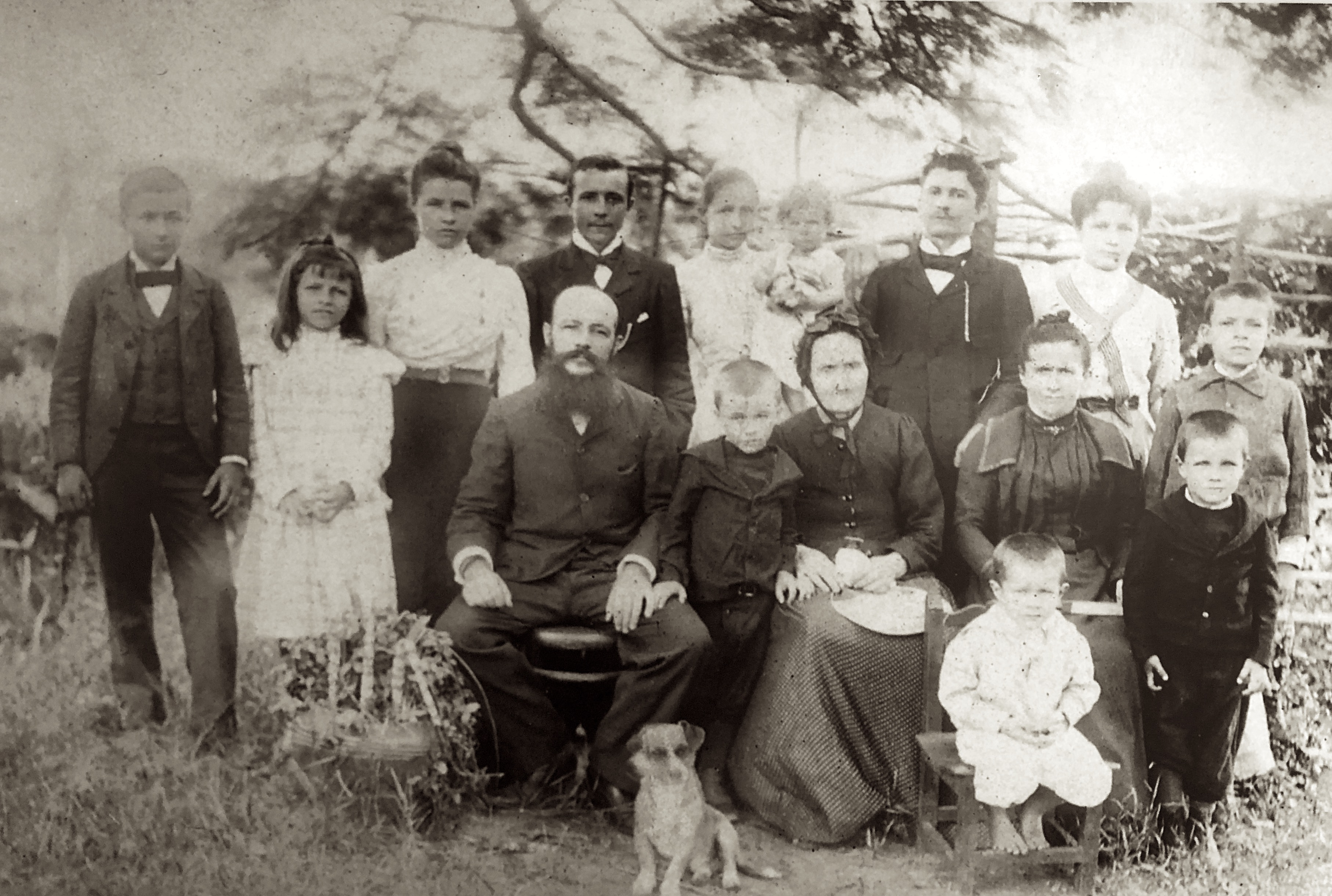
Die Familie Bertoni, Arnaldo steht hinter dem sitzenden Vater

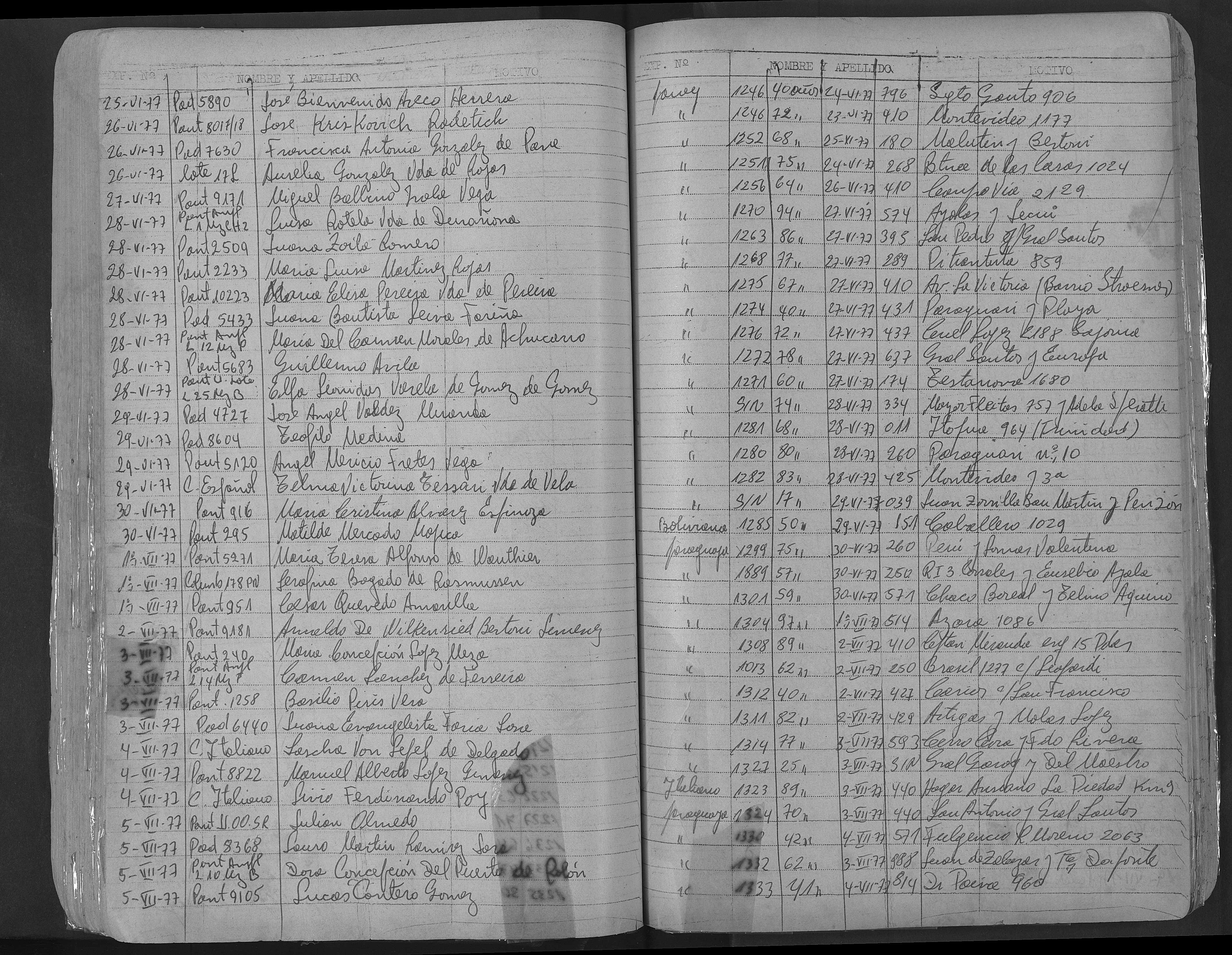
Eintrag seines Todes Friedhof La Recoleta

Arnaldo de Winkelried Bertoni (geboren als Arnaldo da Winkelried Bertoni oder Arnoldo de Winkelried Bertoni; * 28. Dezember 1878 in Lottigna; † 1. Juli 1977 in Asunción) war ein schweizerisch-paraguayischer Naturforscher und Zoologe, der die meiste Zeit seines Lebens in Paraguay verbrachte.

## Leben und Wirken
Arnaldo de Winkelried Bertoni war der zweite Sohn des Schweizer Naturforschers Mosè Bertoni (1857–1929) und seiner Frau Eugenia Rossetti (1856–1929), die beide aus alteingesessenen Lottigna Familien stammten. Seine Geschwister waren Reto Divicone Bertoni (1877–1968), Vera Zassoulich Jiménez (1880–1966) geb. Bertoni, Sofia Perovskaja Mereles (1881–1974) geb. Bertoni, Ines Bertoni (1883–1886), Misiones Schrottky (1884–1969), geb. Bertoni, Moisés Santiago Bertoni (1887–1967), Guillermo Tell Bertoni (1889–1963), Aurora Eugenia Flores (1891–1983), geb. Bertoni, Walter Fürst Bertoni (1893–1971), Werner Stauffacher Bertoni (1895–1988), Carlos Linneo Bertoni (1898–1915) und Aristóteles Eugenio Bertoni (1900–1990). Sein Vater galt als sehr eigenwilliges und dominierendes Familienoberhaupt. Sein Erziehungsstil hatte wohl einen starken Einfluss auf die psychische Entwicklung alle Familienmitglieder, aber insbesondere auf den sensiblen Arnaldo de Winkelried.
Bereits als Kind zog Arnaldo mit seinen Eltern nach Südamerika. Zunächst ließ sich die Familie am Río Yabebyry in der argentinischen Provinz Misiones in der Nähe der alten Jesuitenmission Santa Ana nieder. Es war der Ort, an dem Aimé Bonpland ein halbes Jahrhundert zuvor sein Kolonisierungsprojekt begann. Die Familie Bertoni erreichten diesen Ort im Jahr 1884. Schließlich musste die Familie den örtlichen Gefahren entfliehen und flüchtete nach Paraguay. Über die Kindheit von Arnaldo ist wenig bekannt, doch war sie mit den gegebenen Rahmenbedingungen, mit dem strengen Vater, den ärmlichen Verhältnisse und fast ohne Freunde sicher nicht einfach für ein Kind. Schon früh zeichnete sich ab, dass sein Vater in Arnaldo sein intellektuelles Erbe aus dem Kreise der Familie betrachtete. So genoss er während seiner Kindheit zwar die bevorzugte Aufmerksamkeit seines Vaters, war aber starken Druck durch familiären Verpflichtungen und Sanktionen einer ausgeprägten calvinistischen Erziehung ausgesetzt. So wuchs Arnaldo überwiegend im familiären Umfeld auf und entwickelte hier früh eine Neigung für zoologischen Studien. Bald übertraf er seinen Vater in wissenschaftlicher Methodik und Didaktik. Zwar fehlte ihm das enzyklopädische Wissen und die produktive Intensität des Vaters, doch distanzierte er sich von den romantischen Fantasien des patriarchischen Familienoberhauptes. Die Zeit um den Beginn des Ersten Weltkriegs bis zum Tod seines Vaters im Jahr 1929 waren seine produktivsten wissenschaftlichen Forschungsarbeiten. Danach scheint die Zeit der wissenschaftlichen Publikationen ein abruptes Ende gefunden zu haben.
Bertonis Forschung kann sicher nicht als revolutionär betrachtet werden, denn man findet in seinen Werken keine Hinweise auf Evolution und Darwinismus. So geht er neben rein taxonomischen Fragen höchstens noch auf Gewohnheiten und Verhaltensunterschiede einzelner Arten im Sinne eines transormistischen Lamarckismus ein. In seinen wenigen Werken mit paläontologischem Bezug wirkt der Text reduziert informativ, ohne evolutionäre oder theoretische Spekulationen zu spinnen. In der Bibliothek der Familie, die Andrés Barbero (1877–1951) aufkaufte und sich heute im Museo Etnografico Andres Barbero befindet, findet man noch oft handschriftliche Notizen von Mosè und Arnaldo de Winkelried Bertoni. Arnaldo de Winkelried verfolgte nie das Ziel eine neue wissenschaftliche Theorie zu entwickeln. Seine Texte wirken nüchtern und telegraphisch. Doch insbesondere seine entomologischen Publikationen zeugen von einer klaren Vorstellung über die Hierarchie von Klassifikationsmerkmalen. Seine Revisionen der Gattungen und Arten verfolgte ein klares Konzept basierend auf morphologischen Merkmalen. Zwar wurde Arnaldo stark vom tolstojanischen pantheistischen Weltbild seines Vaters geprägt, doch entwickelte er in seiner Zeit in Asuncion einen agnostische Skeptizismus in seiner Sicht auf die Welt und das Leben.
Als er 1919 in Begleitung des Arztes Luis Enrique Migone Mieres (1876–1954) und später mit Andrés José Camilo Barbero Crosa (1877–1951) den Norden Paraguays bereiste, widmete er sich vor allem der Sammlung von Hautflüglern. Hier widmete er sich dem Studium ihrer Biologie und ihrer Lebensgewohnheiten und versuchte Gründe für ihre Verbreitung und ihr lokales Vorkommen sowie ihre Seltenheit in den verschiedenen besuchten Gebieten Paraguays zu erkunden.
Auch wenn der Vater stets versuchte seinen Kindern das Erlernen der Guaraní-Sprache als Alltagssprache zu verwehren, erlernte er selbst bedingt durch das Umfeld mit paraguayischen Arbeitern und der indigenen Bevölkerung deren Sprache. Allerdings beherrschte er die Sprache eher schlecht. Trotz allem versuchte Moises die Etymologie der Worte zu interpretieren und deren kulturellen Aspekte zu erfassen.
Das Gefühl für die Guarani-Sprache sprang zumindest auf seine Söhne Arnaldo und Guillermo Tell über. Arnaldos „linguistische Zuneigung“ für die indigene Sprache Paraguays und seine Freude an den Erläuterungen im Guarani-Lexikon mit Bezeichnung von Pflanzen und Tieren sind in seinen gesamten Werken zu erkennen. Gemeinsam mit Tomás Osuna (1882–1941), Ramón Indalecio Cardozo (1876–1943), Leopoldo A. Benítez (1880–1971), seinem Bruder Guillermo Tell Bertoni, Venancio B. Galeano (1884–1942), Cipriano Eduardo Codas Del Castillo (1892–1976) und Juan Francisco Recalde (1885–1947) nahm Arnaldo 1922 an der Gründung der Gesellschaft für Guaraní-Kultur teil. Dieses war der Vorläufer der späteren Academia de la Lengua y la Cultura Guaraní. In der Academia de la Lengua y Cultura Guaraní wurde er in den Vorstand gewählt, obwohl er nicht als Gründungsmitglied aufgeführt wurde. Er erhielt den sechsten Rang als ordentlichen Akademikern, zusammen mit vielen der prominentesten Persönlichkeiten der paraguayischen Kultur, die mit ursprünglich bis 1976 mit 76 Sitze besetzt war. Obwohl er gebürtiger Schweizer war, verhielt er sich nie wie ein Fremder. Bertoni fühlte sich als Paraguayer. Ihre Liebe zur Guarani-Sprache zeigt in jeglicher Haltung, die die Brüder Bertoni gegenüber der nationalen Kultur einnahmen.
Arnaldo de Winkelried setze sich früh mit dem Studium der paraguayischen Fauna auseinander. Es waren insbesondere die Vögel, aber auch der Säugetiere und der Insekten mit dem Schwerpunkt Hymenoptera (Bienen und Wespen), die sein Interesse in der Forschung fanden. Auch die paläontologischen Erkundung spielten eine wichtige Rolle in der bis dahin spärlichen paraguayischen Bibliographie zu diesem Thema. Einige bezeichnen Bertoni als Ornithologen, andere als Entomologen. In der Realität begann er in der Vogelkunde. Sein umfangreichstes Werk über die Vögel Paraguays Aves nuevas del Paraguay. Continuación á Azara aus dem Jahr 1901 enthielt aber nur wenige neue Gattungen und Arten, dafür aber jede Menge Synonyme. Dies mag der Grund gewesen sein, warum er nach dem Erscheinen des Werkes nur noch wenige Notizen zu diesem Thema veröffentlichte. Vermutlich war es sein autoritärer Vater, der ihn zu seinen ornithologischen Studien antrieb. Bereits im Jahr 1905 beschäftigte er sich mit entomologischen Studien, die er während seines gesamten aktiven Lebens, d. h. bis in die 1930er Jahre, fortsetzte. Hier entwickelte er sich zum ersten ernst zu nehmenden Entomologen Paraguays. Zusammen mit Curt Schrottky (1874–1937), der 1905 in Paraguay auftauchte und der später seine Schwester Inès (so nannte sich Misiones Bertoni nach dem frühen Tod ihrer Schwester) heiratete, publizierte er 1909 einen ersten Artikel über die Nestanlage der Blauen Holzbiene (Xylocopa violacea (Olivier, 1789)).
Schrottky und Arnaldo schienen sich gut zu verstehen und arbeiten gemeinsam an verschiedenen Publikationen. Auch die gegenseitigen Widmungen in Arten und Danksagungen für die Leihgabe von Studienexemplaren weisen auf ein gutes Verhältnis der beiden hin. In dieser Zeit schmiedete Bertoni viele neue Freundschaften mit anderen Wissenschaftlern. So hatte er einen freundschaftlichen Austausch mit Eugenio Giacomelli (1876–1941) aus La Rioja, dem Lehrer Joseph Hubrich (ca. 1879–1939) in Rosario, mit Jean Brèthes (1871–1928) und Adolpho Ducke (1876–1959) vom Museu Paraense Emílio Goeldi sowie mit Franz Karl Bruch (1869–1943) in Buenos Aires. Hier durch erhielt er erstmals Beiträge und Bücher aus Europa, den Vereinigten Staaten, Brasilien, Argentinien und Chile. In jenen Jahren korrespondierte er aktiv mit seinen Kollegen und produzierte in einem für einen Wissenschaftler wie ihn ungewöhnlichen Tempo, ohne dass ein institutioneller Unterstützungsapparat dahinter stand.
1905 unternahm der junge Arnaldo de Winkelried eine Reise nach Argentinien und besuchte die Museen von Buenos Aires und La Plata. Im La-Plata-Museum entdeckte er Exponate die aus den Sammlungen der Bertonis stammten und die vermutlich durch Francisco Pascasio Moreno (1852–1919) falsch gelabelt wurden. Im Mai 1920, kurz nach der Rückkehr von einer Expedition in den Norden Paraguays, reiste Arnaldo de Winkelried nach Buenos Aires, wo er die ornithologischen Sammlungen des Museo Argentino de Ciencias Naturales Bernardino Rivadavia begutachtete. Dort lernte er Roberto Dabbene (1864–1938) kennen, der 1920 Bertonis Beobachtung bestätigte, dass es sich bei Félix de Azaras beschrieben Art Canindé in Wahrheit um einen Gelbbrustara handelte.
Er stand bis in der ersten Hälfte der 1940er Jahre in brieflicher Korrespondenz mit Max Birabén (1893–1977), dem er immer wieder versicherte, dass er gedenke einen endgültigen Katalog der Fauna Paraguays zu veröffentlichen. Es war ein Traum, den er nie verwirklichen konnte. Der Catálogos sistemáticos de los vertebrados del Paraguay aus dem Jahr 1939 wurde nur eine wenig aktualisierte Version der Fauna paraguaya. Catálogos sistemáticos de los vertebrados del Paraguay : peces, batracios, reptiles, aves, y mamíferos conocidos hasta 1913 in Descripcion fisica y economica del Paraguay aus dem Jahre 1913.
Mit seiner Publikation Sobre útiles de la Edad de Piedra y de los Guayakí actuales aus dem Jahr 1929 zeigte er anhand von Steinäxten die mögliche Existenz einer Guayaquí-Kultur, die in die bis ins Jungpaläolithikum hineinreichen dürfte. Im Museo Etnológico y Arqueológico in Asuncion finden sich noch heute Sammelobjekte von Bertoni. Im Laufe seines Lebens spielte Bertoni eine wichtige Rolle in der Sociedad Científica del Paraguay. So war er in einigen Kommissionen beteiligt und publizierte in deren Organ Anales de la Sociedad Científica del Paraguay.
Am Ende des Jahres 1917 verließ er Puerto Bertoni mit seinem Bruder Guillermo Tell und ließ sich in Asuncion nieder. Hier arbeitete er in der Abteilung Formento. Eine Rückkehr nach Puerto Bertoni kam für ihn nicht mehr in Frage. In den 1930ern arbeitete er als Lehrer für Zoologie, Technik der Tierhaltung und Tierzucht, Insektenkunde und Pflanzenpathologie in der Escuela Superior de Agricultura und in den 1940ern für die Escuela National de Agricultura „Mariscal Estigarribia“ und das Colegio National de Agricultura „Mariscal Estigarriba“. Dort arbeitete er für das Ministerio de Agricultura y Ganadería. Hier deponierte er vermutlich seine Insektensammlung in der Banco Nacional de Fomento, dem Ort, an dem er sein letztes Büro hatte. Blanca Barrios vom Museo Nacional de Historia Natural del Paraguay (MNHNP) fand heraus, dass sich die verloren geglaubte Sammlung im Instituto Paraguayo de Tecnología Agraria in Caacupé befand und holte sie ins MNHNP. Vermutlich finden sich in Puerto Bertoni im Museum weitere Exponate von Bertoni.
Im Jahr 1945 war er Vizepräsident der Sociedad Científica del Paraguay, deren Vorsitzender damals Dr. Andrés Barbero (1877–1951) war. Dem Vorstand gehörten unter anderem sein Bruder Guillermo Tell und der bekannte paraguayische Botaniker Teodoro Rojas Vera (1877–1954) an. 1947 veröffentlichte Rojas gemeinsam mit Carlos Gatti (1899–1956) Vocabulario guaraní-español para uso médico. Die Autoren konnten im Museo Etnografico Andres Barbero ein Manuskript mit Titel Vocabulario Zoológico Guaraní von Arnaldo de Winkelried einsehen, welches von ihnen kommentiert wurde. Eine weitere gebundene Fassung, die nie publiziert wurde, wurde ebenfalls von den Autoren kommentiert. Diese beiden Manuskripte bildeten die Grundlage für Vocabulario guaraní-español para uso médico. Arnaldo war zu diesem Zeitpunkt bereits viel zu antriebslos, um aktiv an der Publikation mitzuwirken. Trotz allem stammte der ursprünglichen Text aus seiner Feder und wurde nur um wenige Dinge ergänzt und dann veröffentlicht. Dem eigentlichen Initiator des Textes, Arnaldo de Winkelried, wurde nur eine bescheidene Rolle als Drittautor zugewiesen.
Bertoni wurde am 2. Juli 1977 auf dem Friedhof La Recoleta in Asuncion begraben. Im Eintrag findet man ihn unter dem Namen Arnaldo de Winkelried Bertoni Jimenez, wobei Jimenez wohl ein Irrtum sein dürfte.

## Erstbeschreibungen und Synonyme von Bertoni
Bertoni hat eine Anzahl für die Wissenschaft neue Gattungen, Arten und Unterarten beschrieben.

### Gattungen
Zu den Gattungen gehören chronologisch u. a.:
- Sensenschnäbel Campylorhamphus Bertoni, AW, 1901
- Zwergtyrannen Myiornis Bertoni, AW, 1901

### Arten
Zu den Arten gehören chronologisch u. a.:
- Gelbbrauenkauz (Pulsatrix koeniswaldiana (Bertoni, M & Bertoni, AW, 1901))
- Zimtbauch-Ameisenfänger (Drymophila rubricollis (Bertoni, AW, 1901)
- Echte-Bienen-Art Melissodes ecuadorius Bertoni, AW & Schrottky, 1910
- Echte Bienen-Art Melissoptila minarum (Bertoni, AW & Schrottky, 1910)
- Echte Bienen-Art Melissoptila richardiae Bertoni, AW & Schrottky, 1910
- Echte Bienen-Art Melissoptila vulpecula Bertoni, AW & Schrottky, 1910
- Echte Bienen-Art Pachysvastra leucocephala (Bertoni, AW & Schrottky, 1910)
- Echte Bienen-Art Alloscirtetica rufitarsis (Bertoni, AW, 1918))
- Echte Bienen-Art Osiris paraguayensis Bertoni, AW, 1918

### Unterarten
Zu den Unterarten gehören chronologisch u. a.:
- Schuppenkehl-Schattenkolibri (Phaethornis eurynome paraguayensis Bertoni, M & Bertoni, AW, 1901)
- Sprenkelkauz (Strix virgata borelliana (Bertoni, AW, 1901))
- Streifenbrust-Ameisendrossel (Chamaeza campanisona tshororo Bertoni, AW, 1901)
- Veilchenorganist (Euphonia violacea aurantiicollis Bertoni, AW, 1901)
- Wegebussard (Rupornis magnirostris magniplumis (Bertoni, AW, 1901))
- Weißstirnguan (Penelope superciliaris major Bertoni, AW, 1901)
- Styxeule (Asio stygius barberoi Bertoni, AW, 1930)

### Synonyme
In der Literatur finden sich gelegentlich folgende Synonyme von ihm, die früher als eigenständige Unterarten betrachtet wurden:
- Zenaida auriculata virgata Bertoni, AW, 1901 ist heute ein Synonym zur Ohrflecktaube-Unterart (Zenaida auriculata chrysauchenia (Reichenbach, 1847))

## Dedikationsnamen
Die Gattung Bertonia, die Schrottky 1906 für Bertonia nigra eingeführt hat, wird heute als Synonym für Seminota Spinola, 1840. Die Art steht heute als Synonym für Seminota marginata (Westwood, 1874).
Außerdem benannte Schrottky die Megachilidae-Art Epanthidium bertonii (Schrottky, 1905), die Colletidae-Art Hylaeus bertonii (Schrottky, 1907), die Mörtel- und Blattschneiderbienen-Art Megachile (Ptilosarus) bertonii Schrottky, 1908, die Halictidae-Art Augochloropsis bertonii (Schrottky, 1909), die Kegelbienen-Art Coelioxys bertonii Schrottky, 1909 und die Echte-Bienen-Art Nanorhathymus bertonii (Schrottky, 1920) nach seinem Freund. Mario Bezzi (1968–1927) ehrte ihn 1910 in der Schwebfliegen-Art Microdon bertonii.
Der von Jan Sztolcman 1926 verwendete Name Euscarthmus gularis bertonii wird heute als Synonym für den Ockergesicht-Todityrann (Poecilotriccus plumbeiceps (Lafresnaye, 1846)) betrachtet. Der Zimtbauch-Ameisenfänger (Drymophila rubricollis (Bertoni, W, 1901)) ist in der Literatur auch als Bertoni Ameisenfänger zu finden. Der englische Trivialname lautet Bertoni's Antbird.

## Publikationen (Auswahl)
- Catálogo descriptivo de las aves útiles del Paraguay. In: Revista de la Sociedad Científica del Paraguay. 1 und 2, 1899 (1898–1899).
- Sobre mamíferos útiles y nocivos del Paraguay. N/A, Asunción 1900.
- Aves nuevas del Paraguay. Continuación á Azara. Tallers Nationales de H. Kraus, Ascuncion 1901 (spanisch, biodiversitylibrary.org).
- Los reptiles y los anfibios en las en la agricultura: principales espacies útiles y nocivas. In: El Agricultor: órgano de los estudiantes de la Escuela Nacional de Agricultura. Band 1, Nr. 20, 1904, S. 138–139.
- Contribución para el conocimiento de las aves del Paraguay. In: Anales científicos paraguayos. Band 1, Nr. 3, 1904, S. 1–10.
- Sobre la cría del Tupinambis teguixin (L.). In: Anales científicos paraguayos. Band 1, Nr. 4, 1904, S. 14–16.
- Catálogo descriptivo de las aves útiles del Paraguay. In: Revista de Agronomía y Ciencias Aplicadas, Botánica. Band 1, 1904, S. 9–10.
- Segunda contribución a la ornitología paraguaya. In: Revista del Instituto Paraguayo. 1906, S. 1–12.
- Segunda contribución a la ornitología paraguaya. In: Revista del Instituto Paraguayo. Band 9, Nr. 57, 1907, S. 298–309.
- mit Curt Schrottky: Die Nestanlage von Xilocopa frontalis Oliv. In: Entomologischen Rundschau. Band 26, Nr. 7, 1909, S. 40–42 (zobodat.at [PDF; 746 kB]).
- Vocabulario zoológico guaraní. Con etimología y nomenclatura técnica. Congreso Científico Latino-Americano, Reunión celebrada na Cidade de Rio de Janeiro de 6 á 11 de agosto de 1905. Band 6. Impressa Nacional, Rio de Janeiro 1909, S. 541–603.
- Revista crítica de „Aves nuevas del Paraguay“. In: Revista del Instituto Paraguayo. Band 10, Nr. 62, 1909, S. 869–877.
- Animales útiles: Ortópteros Mántidos o „Mboi-sih“. In: Revista de Agronomía y Boletín de la Estación Agrícola de Puerto Bertoni. Band 4, 1910, S. 9.
- Sobre la cria de las abejas indigenas del Paraguay. In: Revista de Agronomía y Boletín de la Estación Agrícola de Puerto Bertoni. Band 4, Nr. 8, 1910, S. 31–34.
- Sobre algunos nidos nuevos de Hymenópteros del Paraguay. In: Revista de Agronomía y Boletín de la Estación Agrícola de Puerto Bertoni. Band 4, Nr. 9-10, 1910, S. 35–40.
- mit Curt Schrottky: Beitrag zur Kenntnis der mit Tetralonia verwandten Bienen aus Südamerika. In: Zoologische Jahrbücher. Abteilung für Systematik, Geographie und Biologie der Tiere. Band 29, 1910, S. 563–596 (zobodat.at [PDF; 2,4 MB]).
- Contribución a la biología de las avispas y abejas del Paraguay (Hymenoptera). In: Anales del Museo Nacional de Buenos Aires (= 3. Band 15). 1911, S. 97–146 (archive.org).
- mit Curt Schrottky: Geschlechtsdimorphismus in der Bienengattung Thygater Holmbg. (Hym.). In: Deutsche entomologische Zeitschrift. Band 15, 1911, S. 402 (biodiversitylibrary.org).
- Animales útiles: Culebras y avispas. In: Revista de Agronomía y Boletín de la Estación Agrícola de Puerto Bertoni. Band 4, 1912, S. ??.
- in Mosè Giacomo Bertoni: Fauna paraguaya. Catálogos sistemáticos de los vertebrados del Paraguay : peces, batracios, reptiles, aves, y mamíferos conocidos hasta 1913 in Descripcion fisica y economica del Paraguay. 2. Auflage. Ex Sylvis, Asunción 1913.
- Animales útiles: Aves y Naranjos; Buitres y carbunclo. In: Revista de Agronomía y Boletín de la Estación Agrícola de Puerto Bertoni. Band 4, 1913, S. ??.
- Sobre aves del Paraguay, poco conocidas. In: Revista Chilena de Historia Natural. Band 17, Nr. 4-6, 1913, S. 217–223 (biologiachile.cl [PDF]).
- Catálogo de aves argentinas. In: Anales de la Sociedad Científica Argentina. Band 75, Nr. 2, 1913, S. 64–95 (biodiversitylibrary.org).
- Catálogo de aves argentinas. In: Anales de la Sociedad Científica Argentina. Band 75, Nr. 3, 1913, S. 97–102 (biodiversitylibrary.org).
- Culebras ofiófagas del Paraguay. In: Revista de Agronomía y Boletín de la Estación Agrícola de Puerto Bertoni. Band 5, Nr. 3-4, 1913, S. 110.
- Fauna paraguaya. Catálogos sistemáticos de los vertebrados del Paraguay: peces, batracios, reptiles, aves, y mamíferos conocidos hasta 1913. In: Revista de la Sociedad Científica del Paraguay. Band 4, Nr. 4, 1915, S. 1–59.
- El Tambú y la muerte de las tacuaras en Sud-América. Imprenta del Gobierno, Washington 1917, S. 1–3.
- Notas entomológicas. In: Anales científicos paraguayos (= 2). Band 2, 1918, S. 230.
- Contribución al conocimiento de los himenópteros Diplópteros americanos (especies y nidos nuevos o poco conocidos). In: Anales científicos paraguayos (= 2). Band 3, 1918, S. 184–202.
- Catálogo de los Véspidos sociales y solitarios del Paraguay. In: Anales científicos paraguayos (= 2). Band 3, 1918, S. 203–208.
- Un nuevo esfégido argentino. In: Anales científicos paraguayos (= 2). Band 3, 1918, S. 209.
- Contribución al conocimiento de las Tetralonias sudamericanas. Hym. In: Anales científicos paraguayos (= 2). Band 3, 1918, S. 210–218.
- Notas entomológicas (biológicas y sistemáticas). I. Hymenópteros Apoideos. II. Hymenópteros Véspidos. III. Coleópteros. IV. Hemípteros Homópteros. In: Anales científicos paraguayos (= 2). Band 3, 1918, S. 218–231.
- Efecto del cianuro en los colores. In: Anales científicos paraguayos (= 2). Band 3, 1918, S. 232.
- Adiciones a los vertebrados del Paraguay. I. Peces. II. Batracios. III. Reptiles. IV. Aves. In: Anales científicos paraguayos (= 2). Band 3, 1918, S. 233–241.
- Aves luminosas en el Paraguay. In: Anales científicos paraguayos (= 2). Band 3, 1918, S. 242.
- Sobre nidificación de los eufónidos (Ornit.). In: Anales científicos paraguayos (= 2). Band 3, 1918, S. 242–244.
- Índice sistemático de las aves nuevas del Paraguay. In: Anales científicos paraguayos (= 2). Band 3, 1918, S. 245–247.
- Apuntes sobre aves del Paraguay. In: Hornero. Band 1, Nr. 2, 1918, S. 188–191 (uba.ar [PDF; 211 kB]).
- Especies de aves nuevas para el Paraguay. In: Hornero. Band 1, Nr. 4, 1919, S. 255–258 (uba.ar [PDF; 168 kB]).
- Apuntes sobre aves del Paraguay. In: Hornero. Band 1, Nr. 4, 1919, S. 284–287 (uba.ar [PDF; 210 kB]).
- Novedades himenopterológicas. In: Revista de la Sociedad Científica del Paraguay. Band 1, Nr. 1, 1921, S. 11–12.
- Un nuevo Psyllidae de la R. Argentina. In: Revista de la Sociedad Científica del Paraguay. Band 1, Nr. 2, 1921, S. 32.
- Un nuevo Psyllidae de la R. Argentina. In: Revista de la Sociedad Científica del Paraguay. Band 1, Nr. 2, 1921, S. 32.
- Contribución para la ornitología paraguaya. I. Errores sobre el Canindé de Azara. II. Aves observadas en el Parque y Museo Municipal de Asunción, ex „Quinta Caballero“. In: Revista de la Sociedad Científica del Paraguay. Band 1, Nr. 3, 1922, S. 39–42.
- Coccidias que infestam as nosas arvores fruitiferas, por A. Hempel, Rev. Mus. Paul., XII, pp. 109 (1920). In: Revista de la Sociedad Científica del Paraguay. Band 1, Nr. 3, 1922, S. 48.
- Les abeilles du genre Ancyloscelis, por C. Schrottky, Rev. Mus. Paul., XII, p. 153 (1920). In: Revista de la Sociedad Científica del Paraguay. Band 1, Nr. 3, 1922, S. 48.
- Himenópteros nuevos o poco conocidos sudamericanos,por C. Schrottky, Rev. Mus. Paul., XII, pp. 179 (1920). In: Revista de la Sociedad Científica del Paraguay. Band 1, Nr. 3, 1922, S. 48–49.
- Canje. In: Revista de la Sociedad Científica del Paraguay. Band 1, Nr. 3, 1922, S. 49–50.
- Notas Zoológicas. I. Didélfidos de la Bahía de Asunción. II. Observaciones ornitológicas. III. Sobre Vespoideos poco conocidos. IV. Apoidea. In: Revista de la Sociedad Científica del Paraguay. Band 1, Nr. -4-5, 1923, S. 51–53.
- Principales enemigos de los Cocidos importados observadosen Asunción. In: Revista de la Sociedad Científica del Paraguay. Band 1, Nr. -4-5, 1923, S. 53–55.
- Migración de peces en el Río Paraguay. In: Revista de la Sociedad Científica del Paraguay. Band 1, Nr. -4-5, 1923, S. 55.
- Sobre el gorrión importado. In: Revista de la Sociedad Científica del Paraguay. Band 1, Nr. -6, 1923, S. 73–74.
- Noticias Zoológicas. I. El Salpingaster, destructor del pulgón del algodonero. II. Sobre el Marandová de la Mandioca (Erinyis ello L.). III. El Oeketicus kirbyi Guild. O Canasto en el Paraguay. IV. Sobre coleópteros que merecen ser considerados plagas de la agricultura. V. Avispas que comen Icerya. VI. El Speothos venaticus en el Paraguay. VII. Sobre Mamíferos, fósiles del Paraguay. In: Revista de la Sociedad Científica del Paraguay. Band 1, Nr. -6, 1923, S. 90–93.
- La raíz de Nyu o Ñu (Campo). In: Revista de la Sociedad Científica del Paraguay. Band 1, Nr. -6, 1924, S. 105.
- Apuntes sobre aves del Paraguay. In: Hornero. Band 3, Nr. 3, 1924, S. 279 (uba.ar [PDF; 87 kB]).
- La mina de azufre de Itacuruví, explotada durante la guerra del Paraguay (1864–1970). In: Revista de la Sociedad Científica del Paraguay. Band 2, Nr. -1, 1925, S. 67.
- Mamíferos nuevos para el Paraguay. El Toxodon del Pilcomayo. Felis (Catopuma) bracata Cope. Conepatus suffocans III -Dyaguaré. El albinismo en el Aguará-chaí (Canis brasilensis Schinz). In: Revista de la Sociedad Científica del Paraguay. Band 2, Nr. -1, 1925, S. 67–68.
- Aves paraguayas poco conocidas. In: Revista de la Sociedad Científica del Paraguay. Band 2, Nr. -1, 1925, S. 68–70.
- Nomenclatura guaraní de Tapera y Dromococcyx. In: Revista de la Sociedad Científica del Paraguay. Band 2, Nr. -1, 1925, S. 70.
- Coccinélidos del Paraguay. In: Revista de la Sociedad Científica del Paraguay. Band 2, Nr. -1, 1925, S. 74.
- Himenópteros nuevos o poco conocidos. In: Revista de la Sociedad Científica del Paraguay. Band 2, Nr. -1, 1925, S. 74–79.
- Nuevo Phlebotomus o Kárachai del Paraguay. In: Revista de la Sociedad Científica del Paraguay. Band 2, Nr. -1, 1925, S. 79.
- Hirundíneos del Paraguay; sanguijuelas, Ihsó-pé, saguaipé. In: Revista de la Sociedad Científica del Paraguay. Band 2, Nr. -1, 1925, S. 79.
- Instrucciones para combatir las principales plagas de los frutales. In: Flugblatt der Dirección de Agricultura y Defensa Agricola. 1925, S. 1–16.
- Apuntes ornitológicos. In: Hornero. Band 3, Nr. 4, 1926, S. 396–401 (uba.ar [PDF; 422 kB]).
- Nuevos caracteres para la clasificación de los Himenópteros Vespoideos. In: Revista de la Sociedad Científica del Paraguay. Band 2, Nr. -3, 1927, S. 147–148.
- Notas ornitológicas. Nueva forma de Psitácidos del Paraguay. In: Revista de la Sociedad Científica del Paraguay. Band 2, Nr. 3, 1927, S. 149.
- Mamíferos nuevos para el Paraguay. In: Revista de la Sociedad Científica del Paraguay. Band 2, Nr. -3, 1927, S. 149–150.
- Nidificación en colonias de los Antoforinos y sus huéspedes. In: Revista de la Sociedad Científica del Paraguay. Band 2, Nr. -3, 1928, S. 223.
- Notas Zoológicas. El género Brachyplatistoma Blecker en los ríos Paraná y Paraguay (Peces). In: Revista de la Sociedad Científica del Paraguay. Band 2, Nr. -4, 1928, S. 185.
- Notas Zoológicas. El Leptodactylus pentadactylus Laur.Kururú pihta en el Paraguay (Peces). In: Revista de la Sociedad Científica del Paraguay. Band 2, Nr. -4, 1928, S. 186.
- Notas Zoológicas. El Crocodylurus o yakarera en el Paraguay (Reptiles). In: Revista de la Sociedad Científica del Paraguay. Band 2, Nr. -4, 1928, S. 187.
- Notas Zoológicas. Notas sobre Planestictus subalaris (Lev.) o “Saviá campanilla”. In: Revista de la Sociedad Científica del Paraguay. Band 2, Nr. -4, 1928, S. 187–188.
- Notas Zoológicas. El género Ridgwayornis A. de W. Bertoni(Aves). In: Revista de la Sociedad Científica del Paraguay. Band 2, Nr. -4, 1928, S. 188.
- Notas Zoológicas. Sobre las aves de rapiña del género Spizaetus Vieill. O Taguató apiratí. In: Revista de la Sociedad Científica del Paraguay. Band 2, Nr. -4, 1928, S. 188.
- La raíz de Nyu o Ñu. In: Revista de la Sociedad Científica del Paraguay. Band 2, Nr. -4, 1928, S. 189.
- Noticias Paleontológicas. La Macrauchenia en el Paraguay. In: Revista de la Sociedad Científica del Paraguay. Band 2, Nr. -4, 1928, S. 189.
- Nidificación en colonias de abejas Antofóridas. In: Revista de la Sociedad Científica del Paraguay. Band 2, Nr. -5, 1928, S. 223–224.
- Notas sobre Chunga burmeisteri (Hartl.) hallada en el Chaco Paraguayo. In: Revista de la Sociedad Científica del Paraguay. Band 2, Nr. -5, 1928, S. 228.
- Sobre útiles de la Edad de Piedra y de los Guayakí actuales. In: Revista de la Sociedad Científica del Paraguay. Band 2, Nr. 5, 1929, S. 224–225.
- Sobre ornitología del Chaco Paraguayo. Aves colectadas por Félix Posner en la Colonia „Monte Sociedad“, hoy Benjamin Aceval (Villa Hayes). In: Revista de la Sociedad Científica del Paraguay. Band 2, Nr. 6, 1930, S. 241–257.
- Aves observadas por el Dr. A. Barbero para Santa Jacinta en el Confuso (Chaco); especies que no figuran en la colección Posner. In: Revista de la Sociedad Científica del Paraguay. Band 2, Nr. 6, 1930, S. 257–258.
- Sobre cerámica guaraní y esquema de. In: Revista de la Sociedad Científica del Paraguay. Band 2, Nr. 6, 1930, S. 265.
- El gliptodonte del Pilcomayo (Glyptodonclavipes Ow.). In: Revista de la Sociedad Científica del Paraguay. Band 3, Nr. 1, 1931, S. 5.
- Novedades Hymenopterológicas. In: Revista de la Sociedad Científica del Paraguay. Band 3, Nr. 1, 1931, S. 11.
- mit Andrés Barbero: Sobre cerámica guaraní yesquema de un horno de cocción de urnas funerarias. In: Revista de la Sociedad Científica del Paraguay. Band 3, Nr. 3, 1932, S. 102–103.
- Sobre Mustélidos del Paraguay. Yaguapé (Mamíferos). In: Revista de la Sociedad Científica del Paraguay. Band 3, Nr. 3, 1932, S. 104–105.
- Contribución al conocimiento de los Euménidos. El antiguo género Eumenes Latr. (s. lat) (Nuevo punto de vista para la clasificación). In: Revista de la Sociedad Científica del Paraguay. Band 3, Nr. 4, 1934, S. 109–122.
- Hongo hypomiceto Fasarium riarti. In: Revista de la Sociedad Científica del Paraguay. Band 3, Nr. 5, 1934, S. 147–150.
- Don Facundo R. Insfràn (Necrológia). In: Revista de la Sociedad Científica del Paraguay. Band 3, Nr. 6, 1936, S. 195.
- Enrique Lynch Arribáltaga, Resistencia, 28 de junio de 1935 (Necrológia). In: Revista de la Sociedad Científica del Paraguay. Band 3, Nr. 6, 1936, S. 195.
- Catálogos sistemáticos de los vertebrados del Paraguay. In: Revista de la Sociedad Científica del Paraguay. Band 4, Nr. 4, 1939, S. 3–60 (faunaparaguay.com [PDF; 3,5 MB]).
- Informe sobre rocas conchilianas de Villeta. In: Revista de la Sociedad Científica del Paraguay. Band 4, Nr. 4, 1939, S. 61.
- mit Carlos Gatti, Teodoro Rojas: Vocabulario guaraní-español para uso médico. In: Anales de la Facultad de Ciencias Médicas. Band 4, Nr. 22, 1947, S. 1–165.
- Avispas y abejas del Paraguay. Ministerio de Agricultura y Ganadería, Asunción 1973.